# ATP Cleveland
L'ATP Cleveland è stato un torneo di tennis. Ha fatto parte del World Championship Tennis dal 1972 al 1973, dello USLTA Indoor Circuit nel 1976, del Grand Prix dal 1978 al 1982 e dal 1984 al 1985, e dell'ATP Challenger Series nel 1983. Era giocato a Cleveland negli Stati Uniti su campi in cemento.

## Albo d'oro

### Singolare
| Anno      | Vincitore     | Finalista             | Punteggio               |
| --------- | ------------- | --------------------- | ----------------------- |
| 1972      | Mark Cox      | Ray Ruffels           | 6–3, 4–6, 4–6, 6–3, 6–4 |
| 1973      | Ken Rosewall  | Roger Taylor          | 6–3, 6–4                |
| 1974-1975 | Non disputato |                       |                         |
| 1976      | Haroon Rahim  | Aleksandre Met'reveli | 6–4, 6–4                |
| 1977      | Non disputato |                       |                         |
| 1978      | Peter Feigl   | Van Winitsky          | 4–6, 6–3, 6–3           |
| 1979      | Stan Smith    | Ilie Năstase          | 7–6, 7–5                |
| 1980      | Gene Mayer    | Victor Amaya          | 6–2, 6–1                |
| 1981      | Gene Mayer    | Dave Siegler          | 6–1, 6–4                |
| 1982      | Sandy Mayer   | Robert Van't Hof      | 7–5, 6–3                |
| 1983      | Martin Davis  | Matt Mitchell         | 6–3, 6–2                |
| 1984      | Terry Moor    | Martin Davis          | 3–6, 7–6, 6–2           |
| 1985      | Brad Gilbert  | Brad Drewett          | 6–3, 6–2                |

### Doppio
| Anno      | Vincitori                        | Finalisti                        | Punteggio     |
| --------- | -------------------------------- | -------------------------------- | ------------- |
| 1972      | Cliff Drysdale Roger Taylor      | Frank Froehling Charlie Pasarell | 7–6, 6–3      |
| 1973      | Ken Rosewall Fred Stolle         | Ismail El Shafei Brian Fairlie   | 6–2, 6–3      |
| 1974-1977 | Non disputato                    |                                  |               |
| 1978      | Dick Stockton Erik Van Dillen    | Rick Fisher Bruce Manson         | 6–1, 6–4      |
| 1979      | Robert Lutz Stan Smith           | Francisco González Fred McNair   | 6–3, 6–4      |
| 1980      | Victor Amaya Gene Mayer          | Fred McNair Sashi Menon          | 6–4, 6–2      |
| 1981      | Erik Van Dillen Van Winitsky     | Syd Ball Ross Case               | 6–4, 5–7, 7–5 |
| 1982      | Victor Amaya Hank Pfister        | Matt Mitchell Craig Wittus       | 6–4, 7–6      |
| 1983      | Mike Myburg Christo van Rensburg | Francisco González Matt Mitchell | 7–6, 7–5      |
| 1984      | Francisco González Matt Mitchell | Martin Davis Chris Dunk          | 7–6, 7–5      |
| 1985      | Leo Palin Olli Rahnasto          | Hank Pfister Ben Testerman       | 6–3, 6–7, 7–6 |